# Арсланов, Наиль Ибрагимович
Арсланов Наиль Ибрагимович (род. 23 февраля 1932 года ) — старший механик ОАО «Салаватнефтеоргсинтез».

## Биография
Арсланов Наиль Ибрагимович родился  23 февраля 1932 года в п. Дейнау Туркменская ССР.
Место работы: c 1953 по 1992 годы работал машинистом завода №1, слесарем цеха №3, слесарем ЖКУ ПО ОАО «Салаватнефтеоргсинтез».
Внес значительный вклад в освоении газовых компрессоров на заводе аммиака,  в освоение производства минеральных удобрений на Салаватском комбинате.

## Награды и звания
- Орден Ленина (1966 )
- Медаль «За доблестный труд в Великой Отечественной войне» (2005)